# BKS Stal Bielsko-Biała (piłka nożna)
BKS Stal Bielsko-Biała (pełna nazwa: Bialski Klub Sportowy Stal Bielsko-Biała) – polski klub piłkarski z siedzibą w Bielsku-Białej. Założony w roku 1922, z inicjatywy mieszkańców Białej Krakowskiej. Występuje obecnie (sezon 2020/21) w klasie okręgowej.  Skrót BKS często błędnie jest interpretowany jako Bielski Klub Sportowy.

## Historia
| Sezon            | Liga                                           | Pozycja |
| ---------------- | ---------------------------------------------- | ------- |
| do 1939          | klasa A                                        | –       |
| 1945/1946        | klasa B                                        | – ↑     |
| 1946/1947 – 1955 | klasa A                                        | –       |
| 1956             | klasa A                                        | 1 ↑     |
| 1957             | III liga                                       | –       |
| 1958             | III liga                                       | – ↓     |
| 1959             | klasa A                                        | 1 ↑     |
| 1960             | III liga                                       | –       |
| 1960/1961        | III liga                                       | –       |
| 1961/1962        | III liga                                       | –       |
| 1962/1963        | III liga                                       | – ↓     |
| 1963/1964        | klasa A                                        | 2       |
| 1964/1965        | klasa A                                        | 1 ↑     |
| 1965/1966        | III liga                                       | – ↓     |
| 1966/1967        | klasa A                                        | 1 ↑     |
| 1967/1968        | liga okręgowa                                  | 13      |
| 1967/1968        | baraż o utrzymanie z Płomieniem Milowice – 3:2 |         |
| 1968/1969        | liga okręgowa                                  | 4       |
| 1969/1970        | liga okręgowa                                  | 1 ↑     |
| 1970/1971        | III liga                                       | 6       |
| 1971/1972        | III liga                                       | 9       |
| 1972/1973        | III liga                                       | 2 ↑     |
| 1973/1974        | II liga                                        | 2       |
| 1974/1975        | II liga                                        | 5       |
| 1975/1976        | II liga                                        | 7       |
| 1976/1977        | II liga                                        | 5       |
| 1977/1978        | II liga                                        | 13 ↓    |
| 1978/1979        | III liga                                       | 4       |
| 1979/1980        | III liga                                       | 2       |
| 1980/1981        | III liga                                       | 1 ↑     |
| 1981/1982        | II liga                                        | 2       |
| 1982/1983        | II liga                                        | 15 ↓    |
| 1983/1984        | III liga                                       | 2       |
| 1984/1985        | III liga                                       | 3       |
| 1985/1986        | III liga                                       | 9       |
| 1986/1987        | III liga                                       | 4       |
| 1987/1988        | III liga                                       | 9       |
| 1988/1989        | III liga                                       | 13 ↓    |
| 1989/1990        | IV liga                                        | 1 ↑     |
| 1990/1991        | III liga                                       | 15      |
| 1991/1992        | III liga                                       | 16 ↓    |
| 1992/1993        | IV liga                                        | –       |
| 1993/1994        | IV liga                                        | – ↑     |
| 1994/1995        | III liga                                       | 17 ↓    |
| 1995/1996        | IV liga                                        | 2 ↑     |
| 1996/1997        | III liga                                       | 16 ↓    |
| 1997/1998        | IV liga                                        | –       |
| 1998/1999        | IV liga                                        | 10      |
| 1999/2000        | IV liga                                        | 5       |
| 2000/2001        | IV liga                                        | 3       |
| 2001/2002        | IV liga                                        | 3       |
| 2002/2003        | IV liga                                        | 12      |
| 2003/2004        | IV liga                                        | 15 ↓    |
| 2004/2005        | klasa okręgowa                                 | 1 ↑     |
| 2005/2006        | IV liga                                        | 1       |
| 2005/2006        | baraże o awans z GKS Katowice – 0:2, 1:0       |         |
| 2006/2007        | IV liga                                        | 7       |
| 2007/2008        | IV liga                                        | 4       |
| 2008/2009        | III liga                                       | 2       |
| 2008/2009        | baraże o awans z Jarotą Jarocin – 0:2, 2:1     |         |
| 2009/2010        | III liga                                       | 2       |

### Powstanie klubu
BKS „Stal” Bielsko-Biała należy do grona najstarszych klubów w Polsce. Klub powstał w odrodzonej po I wojnie światowej Polsce, z inicjatywy mieszkańców Białej Krakowskiej, a także sympatyków sportu, na fali tworzenia klubów umożliwiających uprawianie wielu dyscyplin oraz rywalizację sportową. Dodatkowym czynnikiem motywującym była chęć stworzenia klubu o polskim rodowodzie – w sąsiednim Bielsku prężnie działały niemieckie kluby, które dominowały w regionie. BKS powstał na bazie sokolego Towarzystwa Sportowego „Szczerbiec”, założonego w 1913, w którym uprawiano turystykę, gimnastykę sportową na wzór wojskowy oraz tenis stołowy. W klubie od samego początku największy nacisk kładziono na sekcję piłki nożnej. Na barwy BKS-u wybrano kolory czerwony i zielony, co nawiązywało do herbu Białej. Już w 1927, bo 5 latach działalności, powstał w Białej stadion, na którym drużyna rozgrywa mecze. Stadion został w całości sfinansowany ze środków klubowych. Z okazji otwarcia stadionu został zorganizowany międzynarodowy turniej piłkarski, na który zostały zaproszone zespoły Herta Opava oraz Oberscheineweide Berlin. Pierwszym prezesem bialskiego klubu został Rudolf Kobiela.

### Okres międzywojenny
Okres międzywojenny drużyna spędziła w rozgrywkach bielskiej A-klasy, nie zdobywając żadnych większych sukcesów. Sporadyczne zwycięstwa z lokalnymi rywalami, nie złożyły się w żaden znaczący sukces. Klub stawiał przed sobą ambitne plany podnoszenia poziomu drużyny, które jednakże zostały zaprzepaszczone przez II wojnę światową. Spora część zarówno zawodników jak i działaczy zamieniła stroje sportowe na mundury, a piłki na broń. Wielu poniosło śmierć, m.in. znany bialski aptekarz, piłkarz BKS-u, Stefan Ganszer, aktywny działacz podziemia, członek ZWZ-AK, a także dr Józef Hipp – ostatni przedwojenny prezes klubu. BKS nie zaprzestał jednakże działalności. Grupa młodych piłkarzy zorganizowała drużynę i mimo zakazu Niemców rozgrywała mecze na okolicznych łąkach.

### Lata powojenne i lata 50.- patronatBefamy
Po wojnie klub szybko się odradza. W maju 1945 r. rozgrywki rozpoczynają bialscy piłkarze. Po roku występów w B-klasie powiatu bielskiego, awansują o jeden szczebel rozgrywek. Przełom lat 40. i 50. to prawdziwy rozkwit bialskiego klubu. Patronat nad klubem i poszczególnymi jego sekcjami zaczęły przejmować prężnie działające na terenie Bielska zakłady przemysłowe. Głównym patronatem objęła klub Bielska Fabryka Maszyn Włókienniczych „Befama”, a prezesem klubu był jej dyrektor naczelny Eugeniusz Główka. Pomoc finansowa ze strony Befamy zaowocowała rozwojem bazy treningowej, a przede wszystkim przebudowaniem stadionu i stworzeniem nowoczesnego obiektu sportowego. Modernizacja stadionu zakończyła się w 1957 roku, a jej zwieńczeniem był towarzyski mecz pomiędzy zespołem BKS-u z Cracovią, zakończony remisem 4:4. Przebudowa ponadto umożliwiła rozegranie w 1961 towarzyskiego meczu lekkoatletycznego pomiędzy reprezentacjami juniorów Polski i Włoch. W 1949 nazwę klubu wzbogacono o słowo Stal, a także do dotychczasowych barw klubu, dodano żółty. Barwy zielona, czerwona i żółta są oficjalnymi barwami klubu.

### Lata 70. i 80. – patronatFSM-u
Lata 60. BKS spędził w lidze okręgowej, natomiast lata 70. to nowy opiekun „Stali”, jeden z największych zakładów na terenie miasta – istniejącego od 1951 r. już jako Bielsko-Biała – Fabryka Samochodów Małolitrażowych (FSM), a przede wszystkim jej zakład nr 1. Prezesem klubu został dyrektor naczelny fabryki Ryszard Dziopak, a później dyrektor zakładu nr 1 FSM Karol Stekla. Nowy patronat opłacił się, był to okres największych sukcesów BKS-u. W 1973 klub prowadzony przez trenera Franciszka Karmańskiego awansował po raz pierwszy do II ligi. Nowym szkoleniowcem drużyny został późniejszy selekcjoner reprezentacji Polski – Antoni Piechniczek, który prowadził zespół w latach 1973–1975. Pierwszy sezon pod wodzą nowego trenera beniaminek z Bielska-Białej zakończył na 2. miejscu, przegrywając rywalizację o I ligę z GKS-em Tychy. W 1974 do klubu dołączył wybitny bramkarz, późniejszy reprezentant Polski i brązowy medalista Mistrzostw Świata 82' – Józef Młynarczyk, który pozostał w klubie do 1977 r. BKS utrzymywał się w II lidze przez 5 kolejnych sezonów. W sezonie 1977/1978 zajmując 13. lokatę, spadł do ligi międzywojewódzkiej, gdzie spędził kolejne 3 sezony. Ponowny awans na zaplecze Ekstraklasy miał miejsce w 1981 r., pod wodzą trenera Eugeniusza Kulika. Ponownie już w pierwszym sezonie gry w II lidze BKS był bliski awansu do najwyższej klasy rozgrywek piłkarskich w Polsce, ostatecznie zajmując 2. miejsce, tracąc 1 punkt do lidera – GKS Katowice. Był to najlepszy wynik w historii bielskiej piłki nożnej. Kolejny sezon 1982/1983 był nieudany dla drużyny, która ostatecznie zajmując przedostatnią, 15. lokatę, pożegnała się z II ligą. Znacznie lepiej radziła sobie młodzieżowa kadra zespołu. Juniorzy BKS-u, pod wodzą trenera Edwarda Wrzeszcza w sezonie 1979/1980 zdobyli wicemistrzostwo Polski juniorów, ulegając w finale w Toruniu Polonii Bydgoszcz 0:2 (0:1).

### II połowa lat 80. i lata 90. – kryzys
Połowa lat 80. i 90. to ciężki okres dla sekcji piłkarskiej BKS-u. Po spadku z II ligi w 1983 roku, klub już nigdy nie grał tak wysoko w rozgrywkach na szczeblu centralnym. Pierwszy sezon (1983/1984) w III lidze był dla Stali udany, ostatecznie kończąc rozgrywki na 2. miejscu VIII grupy. Do lidera – Stali Rzeszów – zabrakło jedynie 3 punkty. W następnym sezonie BKS występował w VI grupie III ligi. Bielszczanie zdobyli tyle samo punktów co GKS Tychy oraz GKS Jastrzębie. Bilans bramkowy przesądził o awansie ekipy z Jastrzębia, a BKS uplasował się na 3. pozycji. Sezon 1985/1986 BKS nie może zaliczyć do udanych. Po pierwszej rundzie rozgrywek zajmowali obiecujące, 3. miejsce w tabeli. Ostatecznie, po słabszej rundzie wiosennej, uplasowali się na 9. miejscu. Po lepszym sezonie 1986/1987, kiedy to BKS zajął 4. miejsce, w sezonie 1987/1988 ponownie drużyna zajęła dopiero 9. lokatę, pomimo dobrego, 4. miejsca po rundzie jesiennej. Sezon 1988/1989 był nieudany dla Stali. Bielszczanie zajęli 13. lokatę i spadli do niższej klasy rozgrywek. Po rocznym pobycie w IV lidze, drużyna powraca do III ligi. Ekipa spod Szyndzielni nie radzi sobie już tak dobrze, jak w połowie lat 80. W sezonie 1990/1991 BKS zajął 15, a w sezonie 1991/1992 16. pozycję i na kolejne 2 sezony spadł do IV ligi. Ponownie Stal powraca do III ligi w sezonie 1994/1995 i ponownie po roku, zajmując 17. lokatę, spada do IV ligi. Po roku gry w IV lidze, bielszczanie wracają do III ligi. Sezon 1996/1997 był ostatnim dla BKS-u na tym szczeblu rozgrywek. Ostateczne uplasowanie się na 16. pozycji zaowocowało ponownym spadkiem do IV ligi. W kolejnych sezonach ze zmiennym szczęściem piłkarze radzili sobie w klasie okręgowej, IV.

### 2001 do teraz
W 2001 r. klub był bliski awansu do III lidze, zajmując 3. lokatę z dorobkiem 51 punktów, tracąc do lidera, Odry II Wodzisław Śląski, 5 oczek. W kolejnych sezonach zespół radził sobie znacznie gorzej. W sezonie 2002/2003 zajął 12. miejsce, a rok później 15. co zaowocowało spadkiem do ligi okręgowej. Po rocznym pobycie w klasie okręgowej, drużyna awansowała z powrotem do IV ligi. Pierwszy sezon w IV lidze po powrocie był niezwykle udany dla BKS-u. Zajmując 1. miejsce w lidze, wywalczył miejsce w barażu śląskim o III ligę. Bielski zespół poległ jednak w dwumeczu z GKS Katowice 0:2 u siebie i 1:0 na wyjeździe.
Baraż o III ligę
| 15 czerwca 2006 | BKS Stal Bielsko-Biała | 0:20:1 | GKS Katowice · Łukasz Wijas 12' · Sebastian Gielza 73' | Stadion Miejski w Bielsku-Białej Widzów: bez udziału kibiców |
|                 |                        |        |                                                        |                                                              |

| 18 czerwca 2006 | GKS Katowice · Sebastian Gielza 73' (k.) | 1:00:0 | BKS Stal Bielsko-Biała | Stadion GKS Katowice Widzów: 10 000 |
|                 |                                          |        |                        |                                     |

Sezon 2007/2008 był sezonem, po którym następowała reorganizacja rozgrywek piłkarskich w Polsce. Jedynie miejsce w ścisłej czołówce gwarantowało udział na tym samym szczeblu rozgrywek w przyszłym sezonie. BKS zajął 4. lokatę i o jego utrzymaniu i występie od kolejnego sezonu w nowej III lidze zadecydował baraż. W meczu z inną drużyną z Katowic – tym razem MK Górnik Katowice – BKS wygrał w dwumeczu 2:1 i 3:0.
Baraż o nową III ligę
| 18 czerwca 2008 | BKS Stal Bielsko-Biała · Mariusz Gałgan 9' · Jarosław Piwowarski 19' | 2:12:0 | MK Górnik Katowice · Rafał Łybyk 69' | Stadion Miejski w Bielsku-Białej |
|                 |                                                                      |        |                                      |                                  |

| 21 czerwca 2008 | MK Górnik Katowice | 0:30:1 | BKS Stal Bielsko-Biała · Michał Matejko 10' · Piotr Trzop 85' · Adam Kozielski 90' | Stadion MK Katowice |
|                 |                    |        |                                                                                    |                     |

Kolejny sezon ekipa z Bielska-Białej zakończyła dopiero na 7. pozycji. W sezonie 2008/2009 Stal należał do ścisłej czołówki III ligi. Po rundzie zimowej BKS zajmował, premiowaną grą w barażach o (nową) II ligę, 2. lokatę i utrzymał ją do końca sezonu. W barażu drużyna BKS-u zmierzyła się z 12. zespołem II ligi, gr. zachodniej – Jarotą Jarocin. Bielska drużyna poległa w dwumeczu 2:3, przegrywając na początku u siebie 0:2 oraz wygrywając z Jarotą na wyjeździe 2:1, tracąc bramkę decydującą o braku promocji do II ligi w doliczonym czasie gry.
Baraż o II ligę
| 17 czerwca 2009 | BKS Stal Bielsko-Biała | 0:20:0 | Jarota Jarocin · Piotr Nieć 70' · Maciej Manelski 90+2' | Stadion Miejski w Bielsku-Białej Widzów: 1000 Sędzia: Łukasz Śmietanka (Radom) |
|                 |                        |        |                                                         |                                                                                |

| 20 czerwca 2009 | Jarota Jarocin · Maciej Manelski 90+2' | 1:20:1 | BKS Stal Bielsko-Biała · Przemysław Suchowski 23' · Marcin Rejmanowski 53' | Stadion Miejski w Jarocinie |
|                 |                                        |        |                                                                            |                             |

## Nazwy i barwy

Herb Białej

- 1922 Towarzystwo Sportowe Szczerbiec
- 1949 Terenowe Koło Sportowe Stal
- ? Bialski Klub Sportowy Stal

Pierwotnymi barwami BKS-u Stal były czerwień i zieleń, które nawiązywały do herbu Białej Krakowskiej. W roku 1949 do dotychczasowych barw klubowych dodano kolor żółty. Kolory czerwony, żółty i zielony pozostają charakterystycznymi, oficjalnymi barwami klubu.

## Rozgrywki ligowe w poszczególnych sezonach
| - 1922: Założenie klubu - Lata międzywojenne: A-klasa - 1939/40: Brak oficjalnych rozgrywek - 1940/41: Brak oficjalnych rozgrywek - 1941/42: Brak oficjalnych rozgrywek - 1942/43: Brak oficjalnych rozgrywek - 1943/44: Brak oficjalnych rozgrywek - 1944/45: Brak oficjalnych rozgrywek - 1945/46: B-klasa, awans do A-klasy - 1946/47: A-klasa | - 1947/48: A-klasa - 1948/49: A-klasa - 1949/50: A-klasa - 1950/51: A-klasa - 1951/52: A-klasa - 1952/53: A-klasa - 1953/54: A-klasa - 1954/55: A-klasa, awans do III ligi - 1955/56: III liga - 1956/57 – 1971/72: od III ligi do A-klasy - 1972/73: III liga, awans do II ligi | - 1973/74: 2. miejsce w II lidze (gr. południowa) - 1974/75: 5. miejsce w II lidze (gr. południowa) - 1975/76: 7. miejsce w II lidze (gr. południowa) - 1976/77: 5. miejsce w II lidze (gr. południowa) - 1977/78: 13. miejsce w II lidze (gr. południowa), spadek do ligi międzywojewódzkiej - 1978/79: liga międzywojewódzka - 1979/80: liga międzywojewódzka - 1980/81: liga międzywojewódzka, awans do II ligi - 1981/82: 2. miejsce II w lidze (gr. wschodnia) - 1982/83: 15. miejsce II w lidze (gr. wschodnia), spadek do III ligi                                                                                |
| | | |
| - 1983/84: 2. miejsce w III lidze (gr. VIII) - 1984/85: 3. miejsce w III lidze (gr. VI) - 1985/86: 9. miejsce w III lidze (gr. VI) - 1986/87: 4. miejsce w III lidze (gr. VI) - 1987/88: 9. miejsce w III lidze (gr. VI) - 1988/89: 13. miejsce w III lidze (gr. VI), spadek do IV ligi - 1989/90: IV liga, awans do III ligi - 1990/91: 15. miejsce w III lidze (gr. katowicka) - 1991/92: 16. miejsce w III lidze (gr. katowicka), spadek do IV ligi - 1992/93: IV liga - 1993/94: IV liga, awans do III ligi - 1994/95: 17. miejsce w III lidze (gr. katowicka), spadek do IV ligi - 1995/96: IV liga, awans do III ligi - 1996/97: 16. miejsce w III lidze (gr. katowicka), spadek do IV ligi - 1997/98 – 2001/02 od IV ligi do A klasy | - 2002/03: 12. miejsce w IV lidze (gr. śląska II) - 2003/04: 15. miejsce w IV lidze (gr. śląska II), spadek do ligi okręgowej - 2004/05: 1. miejsce w lidze okręgowej, awans do IV ligi - 2005/06: 1. miejsce w IV lidze (gr. śląska II), porażka w barażu o III ligę - 2006/07: 7. miejsce w IV lidze (gr. śląska II) - 2007/08: 4. miejsce w IV lidze (gr. śląska II), zwycięstwo w barażu o nową III ligę - 2008/09: 2. miejsce w III lidze (gr. opolsko-śląska), porażka w barażu o II ligę - 2009/10: 2. miejsce w III lidze (gr. opolsko-śląska) - 2010/11: 3. miejsce w III lidze (gr. opolsko-śląska) - 2011/12: 9. miejsce w III lidze (gr. opolsko-śląska) - 2012/13: 2. miejsce w III lidze (gr. opolsko-śląska) - 2013/14: 5. miejsce w III lidze (gr. opolsko-śląska) - 2014/15: 4. miejsce w III lidze (gr. opolsko-śląska) - 2015/16: 2. miejsce w III lidze (gr. opolsko-śląska) | - 2016/17: 8. miejsce w III lidze (gr. dolnośląsko-lubusko-opolsko-śląska) - 2017/18: 10. miejsce w III lidze (gr. dolnośląsko-lubusko-opolsko-śląska), wycofanie się po sezonie i spadek do klasy okręgowej - klasa okręgowa 2018/2019: 3. miejsce (gr. Bielsko-Biała) - klasa okręgowa 2019/2020: 6. miejsce (gr. śląska V) - klasa okręgowa 2020/2021: 12. miejsce (gr. śląska V) - klasa okręgowa 2021/2022: 11. miejsce (gr. śląska V) - klasa okręgowa 2022/2023: 10. miejsce (gr. śląska V) - klasa okręgowa 2023/2024: 3. miejsce (gr. śląska V), awans do V ligi - V liga 2024/2025: 3. miejsce (gr. śląska II) |

## Puchar Polski (od 2001)
Źródło:
| sezon     | runda                                     |
| --------- | ----------------------------------------- |
| 2001/2002 | Śląski ZPN – podokręg bielski półfinał    |
| 2002/2003 | Śląski ZPN – podokręg bielski II runda    |
| 2003/2004 | Śląski ZPN – podokręg bielski II runda    |
| 2004/2005 | Śląski ZPN – podokręg bielski zwycięstwo  |
| 2004/2005 | Śląski ZPN finał                          |
| 2005/2006 | Śląski ZPN – podokręg bielski zwycięstwo  |
| 2005/2006 | Śląski ZPN 1/8 finału                     |
| 2005/2006 | szczebel centralny runda wstępna          |
| 2006/2007 | Śląski ZPN – podokręg bielski III runda   |
| 2007/2008 | Śląski ZPN – podokręg bielski III runda   |
| 2008/2009 | Śląski ZPN – podokręg bielski zwycięstwo  |
| 2008/2009 | Śląski ZPN półfinał                       |
| 2009/2010 | Śląski ZPN – podokręg bielski zwycięstwo  |
| 2010/2011 | Śląski ZPN – podokręg bielski II runda    |
| 2011/2012 | Śląski ZPN – podokręg bielski zwycięstwo  |
| 2011/2012 | Śląski ZPN ćwierćfinał                    |
| 2012/2013 | Śląski ZPN – podokręg bielski ćwierćfinał |
| 2013/2014 | Śląski ZPN – podokręg bielski półfinał    |
| 2014/2015 | Śląski ZPN – podokręg bielski ćwierćfinał |
| 2015/2016 | Śląski ZPN – podokręg bielski półfinał    |
| 2016/2017 | Śląski ZPN – podokręg bielski finał       |
| 2017/2018 | Śląski ZPN – podokręg bielski ćwierćfinał |
| 2018/2019 | Śląski ZPN – podokręg bielski II runda    |
| 2019/2020 | Śląski ZPN – podokręg bielski II runda    |
| 2020/2021 | Śląski ZPN – podokręg bielski II runda    |
| 2021/2022 | Śląski ZPN – podokręg bielski I runda     |
| 2022/2023 | Śląski ZPN – podokręg bielski ćwierćfinał |
| 2023/2024 | Śląski ZPN – podokręg bielski I runda     |
| 2024/2025 | Śląski ZPN – podokręg bielski zwycięstwo  |
| 2024/2025 | Śląski ZPN I runda                        |

## Turniej piłkarski z okazji 80-lecia zespołu
7 września 2002 roku w Bielsku-Białej, z okazji 80-lecia BKS-u, zorganizowano międzynarodowy turniej piłkarski. Na zaproszenie bielskiej drużyny udział w zawodach wzięły zespoły Ruchu Chorzów, Zagłębia Sosnowiec oraz AC Torino, które zwyciężyło w turnieju. Zawody utrzymały nagrodę prezydenta miasta Bielska-Białej za najlepszą imprezę sportową w 2002 roku. Obecność siedmiokrotnego mistrza Włoch była możliwa dzięki kontaktom prezesa FIAT-a, będącego jednym z głównych sponsorów Stali, z działaczami AC Torino. Turyński zespół, mimo wcześniejszych zapowiedzi, przyjechał w pierwszym składzie, dzięki czemu na stadionie przy ulicy Rychlińskiego zagrali m.in. Luca Bucci oraz Yksel Osmanovski.

## Sukcesy
- 2. miejsce w rozgrywkach II ligi (2x): 1973/74, 1981/1982.
- 2. miejsce w Mistrzostwach Polski Juniorów U19 (1x): 1979/1980.

## Rekordy indywidualne
- Najwięcej meczów w historii klubu: Rafał Malinka – 429 (1988–2003, 2004–2007)[33][34]
- Najwięcej bramek w historii klubu: Piotr Czak – 155 (1993–2002, 2004–2007)[35][36]

## Stadion

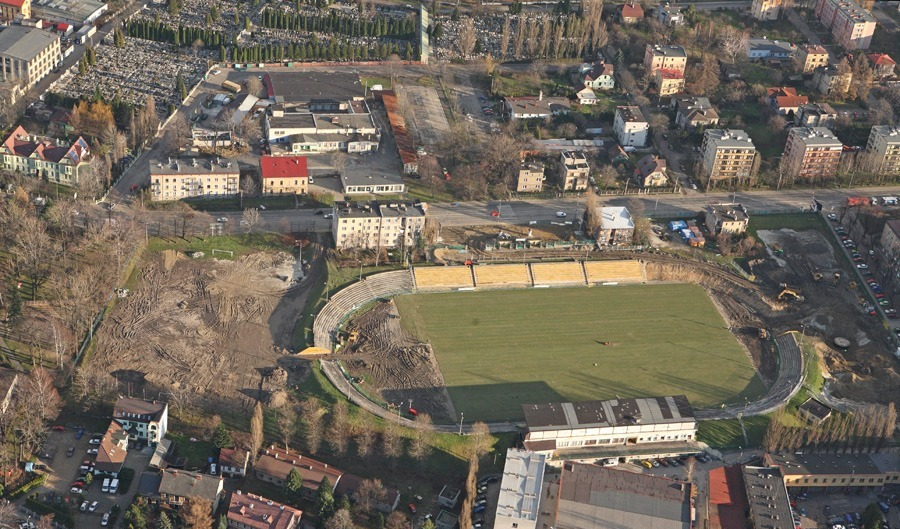
Stadion Miejski w trakcie modernizacji

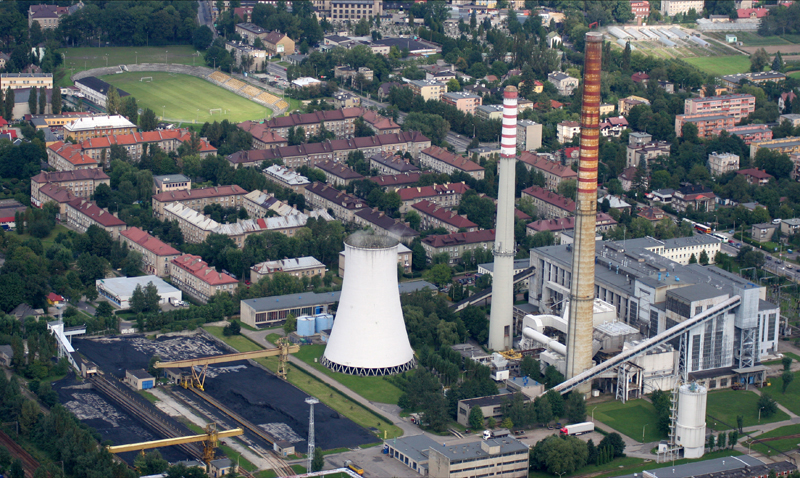
Osiedle Grunwaldzkie i Stadion Miejski

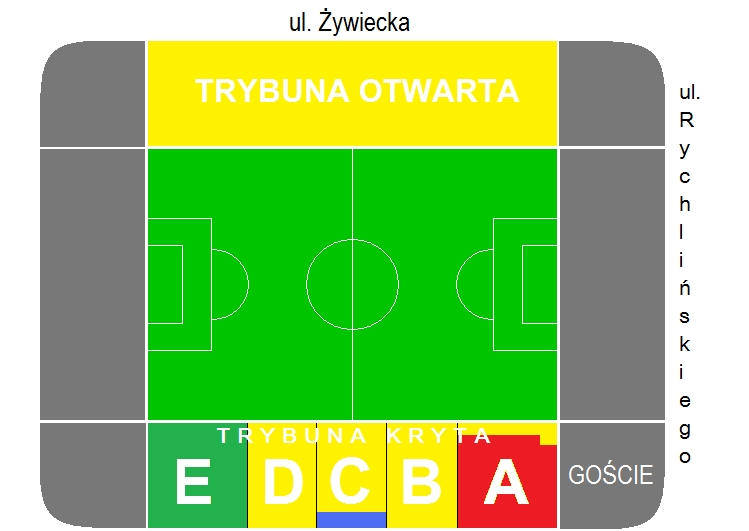
Schemat Stadionu Miejskiego

- Nazwa: Stadion Miejski w Bielsku-Białej (dawniej Stadion BKS Stal)
- Adres: ul. Rychlińskiego 19
- Rok budowy: 1927 (przebudowany w latach 50. XX wieku)
- Pojemność: 15 076 widzów
- Boisko: 105 × 70 m
- Oświetlenie: 2900 luxów
- Dojazd do stadionu:
  - koleją:
    - stacja Bielsko-Biała Lipnik – około 600 metrów od krytej zachodniej trybuny, połączenia z: Katowicami, Czechowicami-Dziedzicami, Żywcem, Suchą Beskidzką, Zwardoniem (dalej do Żyliny)
    - dworzec główny – około 2 kilometrów, połączenia z największymi miastami Polski: Warszawą, Łodzią, Krakowem, Poznań, Wrocławiem i Gdańskiem

  - autobusem PKS
    - przystanek Bielsko-Biała Osiedle – linie do Żywca, Suchej Beskidzkiej, Wilkowic, Rybarzowic i Pietrzykowic

  - komunikacją miejską (MZK):
    - spod dworca kolejowego i autobusowego – z ul. Piastowskiej linie autobusowe: 2, 4, 9, 15, 23 (do ul. Żywieckiej), 6 (Lwowska); z ul. Warszawskiej linie: 11, 22 (Żywiecka), 13 (Lipnicka)

Powstanie stadionu BKS Stal datuje się na rok 1927. Obiekt powstał w całości z pieniędzy klubowych. Pierwsza modernizacja stadionu miała miejsce w latach 50., gdy patronat nad klubem przejęła Bielska Fabryka Maszyn Włókienniczych „Befama”. Dzięki funduszom Befamy przebudowano i unowocześniono stadion, a także inne klubowe obiekty sportowe. Od 1999 roku na stadionie swoje mecze rozgrywa lokalny rywal Stali – TS Podbeskidzie Bielsko-Biała, którego rodzimy stadion w Komorowicach nie spełniał drugoligowych wymogów. W 2006 roku stadion BKS Stal został przejęty przez miasto i od tego czasu jego właścicielem jest Bielsko-Bialski Ośrodek Sportu i Rekreacji (BBOSiR). Od roku 2008 trwa kolejna modernizacja stadionu przy ulicy Rychlińskiego. W pierwszej kolejności została zamontowana nowa, podgrzewana murawa. Nad stadionem obecnie górują zamontowane w 2009 roku maszty oświetleniowe. Zwieńczeniem modernizacji będzie budowa nowego, w pełni nowoczesnego stadionu.

## Stroje
Stroje domowe:
| 2002/2003 | 2003/2004 | 2004/2005 | 2005/2006 | 2006/2007 | 2007/2008 | 2008/2009 | 2009/2010 |

Stroje wyjazdowe:
| 2002/2003 | 2003/2004 | 2004/2005 | 2005/2006 | 2006/2007 | 2007/2008 | 2008/2009 | 2009/2010 |

Stroje alternatywne:
| 2007/2008 | 2007/2008 |

- Stroje na podstawie galerii meczowych.

## Trenerzy

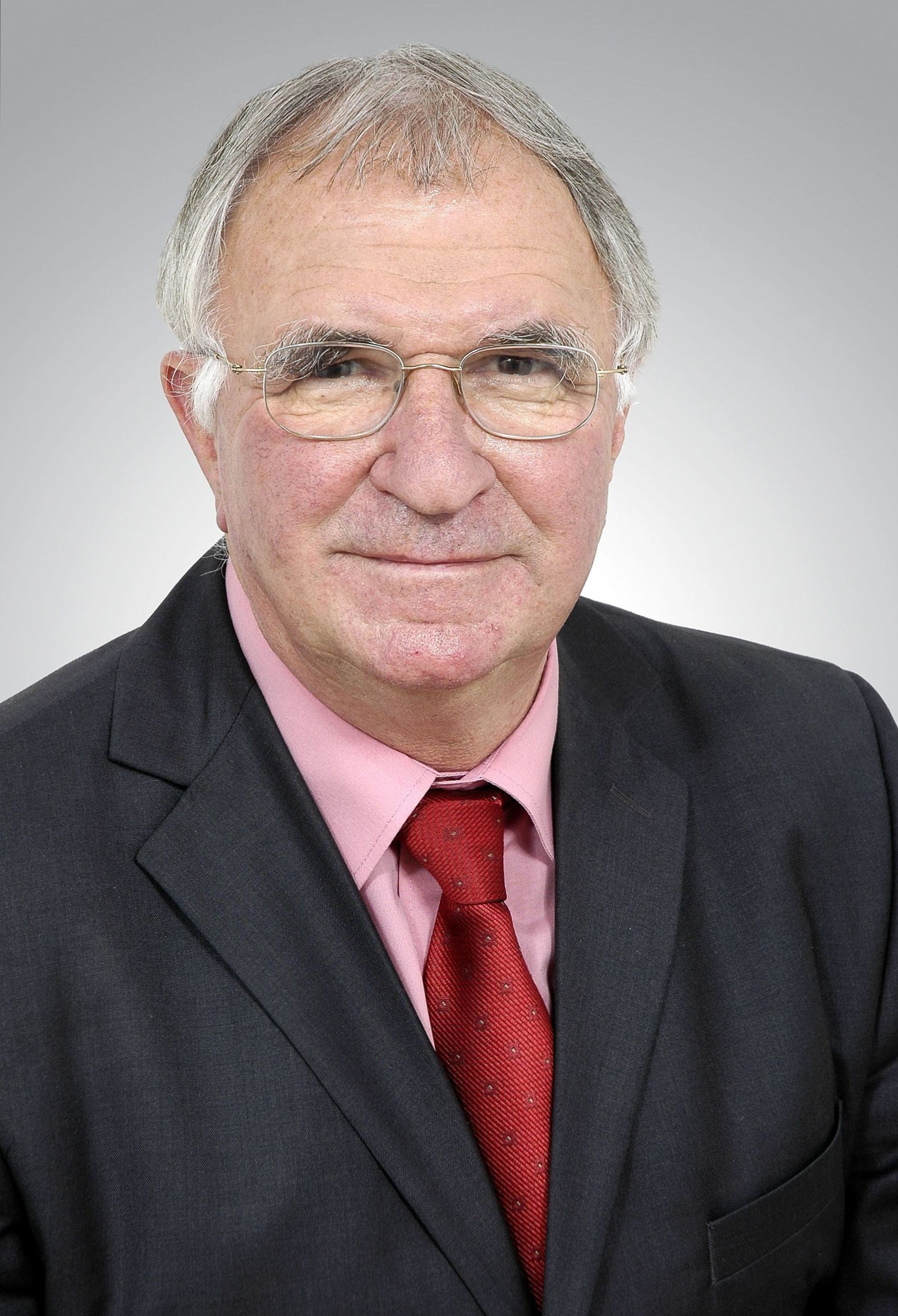
Antoni Piechniczek, szkoleniowiec BKS-u Stal w latach 1973 – 1975

Szkoleniowcami drużyny byli m.in.:
- Henryk Spodzieja (?-1957)
- Władysław Giergiel (1957)
- Henryk Spodzieja (?-1961)
- Tadeusz Mącznik (1961-1962)
- Eugeniusz Gołębiowski (1962-?)
- Tadeusz Walas (1964-?)
- Mieczysław Kraszkiewicz (?)
- Henryk Spodzieja (?-1967)
- Mieczysław Kraszkiewicz (1968-?)
- Henryk Spodzieja (1968)
- Stanisław Szmyd (?-1969)
- Henryk Spodzieja (1970)
- Wiktor Olszowski (1970-1971)
- Marian Kozynacki (1971-1972)
- Franciszek Karmański (1972-1973)
- Antoni Piechniczek (1973-1975)
- Henryk Sass (1975)
- Eugeniusz Kulik (1975)
- Alojzy Łysko (1976)
- Eugeniusz Kulik (1976-1977)
- Alfred Gazda (1977-1978)
- Eugeniusz Kulik (1978-1982)
- Bronisław Waligóra (1982–1983)
- Erwin Wojtyłko (1983-1985)
- Roman Łoś (1985)
- Jan Linnert (1986)
- Antoni Nieroba (1986-1988)
- Eugeniusz Kulik (?)
- Eugeniusz Fornalczyk (?-1994)
- Jan Linnert (1994-1995)
- Józef Malczewski (1995-1996)
- Tadeusz Świderski (1996-1997)
- Igor Sokołowski (1997-?)
- Grzegorz Borawski (2002-2003)
- Tadeusz Świderski (2003)
- Alfred Gazda (2003)
- Jacek Pieniążek (2003)
- Jan Linnert (2003-2004)
- Tadeusz Pankiewicz (2004-2006)
- Janusz Marzec (2006-2007)
- Krzysztof Szybielok (2007)
- Krzysztof Wolak (2007)
- Marek Mandla (2007-)

## Piłkarze w historii klubu

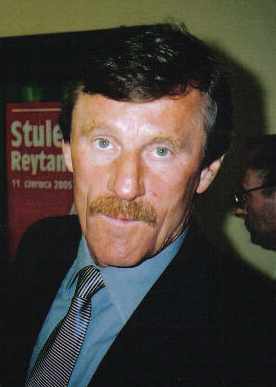
Józef Młynarczyk, bramkarz BKS-u w latach 1974 – 1977, brązowy medalista Mistrzostwa Świata, Hiszpania 82' oraz uczestnik Mistrzostw Świata, Meksyk 86')

### Reprezentanci krajowi
- Tomasz Arceusz
- Józef Gomoluch
- Józef Kopicera
- Józef Młynarczyk
- Wiktor Olszowski
- Henryk Spodzieja
- Czesław Studnicki (wicemistrzostwo Europy U-18 1961)

## Aktualny skład
Oficjalna kadra zespołu BKS Stal Bielsko-Biała.
| Nr | Poz. | Piłkarz                  |
| -- | ---- | ------------------------ |
| 1  | BR   | Krzysztof Kozik          |
| 4  | OB   | Łukasz Antczak (kapitan) |
| 5  | PO   | Christian Uzoma Luke     |
| 6  | PO   | Rafał Łybyk              |
| 7  | OB   | Przemysław Brychlik      |
| 8  | OB   | Seweryn Caputa           |
| 9  | PO   | Dariusz Rucki            |
| 11 | NA   | Damian Zdolski           |

| Nr | Poz. | Piłkarz           |
| -- | ---- | ----------------- |
| 13 | NA   | Sebastian Kopeć   |
| 14 | NA   | Marcin Pontus     |
| 15 | OB   | Bartosz Wójcik    |
| 16 | PO   | Marcin Cziacki    |
| 18 | PO   | Adrian Dwornik    |
| 19 | OB   | Kamil Sornat      |
| 20 | NA   | Karol Lewandowski |
| 21 | NA   | Marcin Habdas     |
|    | BR   | Dominik Chmiel    |
|    | OB   | Konrad SIenkowski |

### Transfery 2008/2009

#### Przybyli
| Gracz              | Poprzedni klub             |
| ------------------ | -------------------------- |
| Damian Mrożek      | Gwarek Zabrze              |
| Witold Szczepanik  | Gwarek Zabrze              |
| Marcin Rejmanowski | Polonia Bytom              |
| Mateusz Malinka    | wychowanek                 |
| Dariusz Rucki      | Podbeskidzie Bielsko-Biała |
| Paweł Góra         | Podbeskidzie Bielsko-Biała |
| Damian Baron       | Walka Zabrze               |
| Wojciech Musiał    | Ruch Chorzów               |
| Damian Chmiel      | Podbeskidzie Bielsko-Biała |

#### Odeszli
| Gracz              | Nowy klub                  |
| ------------------ | -------------------------- |
| Patryk Stemplewski | Przebój Wolbrom            |
| Piotr Duda         | Podbeskidzie Bielsko-Biała |
| Lech Daniel        | Rekord Bielsko-Biała       |
| Jarosław Piwkowski | ?                          |
| Adam Gola          | ?                          |
| Marcin Czaicki     | Ruch Chorzów               |
| Piotr Trzop        | Góral Żywiec               |
| Konieczny Kamil    | ?                          |
| Szymon Kasiński    | nie podjął treningów       |

## Sztab szkoleniowy
| Imię, Nazwisko  |        | Funkcja           |
| --------------- | ------ | ----------------- |
| Marek Mandla    | Polska | Trener            |
| Sławomir Białek | Polska | II trener         |
| Jan Linnert     | Polska | Kierownik drużyny |
| Edward Iwanicki | Polska | Masażysta         |